# Kalanchoe leblanciae
Kalanchoe leblanciae ist eine Pflanzenart der Gattung Kalanchoe in der Familie der Dickblattgewächse (Crassulaceae).

## Beschreibung

### Vegetative Merkmale
Kalanchoe leblanciae ist eine ausdauernde oder zweijährige, vollständig kahle Pflanze, die Wuchshöhen von 30 bis 160 Zentimeter erreicht. Die einfachen, aufrechten, mehr oder weniger deutlich vierkantigen Triebe sind schwach weißlich bereift und an ihrer Basis holzig. Die sitzenden, flachen Laubblätter sind fleischig. Die längliche bis länglich spatelige Blattspreite ist bis zu 10 Zentimeter lang und 1 bis 3 Zentimeter breit. Ihre Spitze ist gerundet oder stumpf, die Basis verschmälert und nicht stängelumfassend. Der Blattrand ist gekerbt, gewellt bis gezähnt-gelappt.

### Generative Merkmale
Der dichte, rötlich braune Blütenstand besteht aus vielblütige, ebensträußigen Zymen oder Rispen und erreicht eine Länge von 3 bis 15 Zentimeter. Die aufrechten Blüten stehen an 3 bis 4,5 Millimeter langen, schlanken Blütenstielen. Ihre vierkantige, zur Basis hin zusammengezogene Kelchröhre ist 0,6 bis 0,9 Millimeter lang. Die länglichen, lanzettlichen bis dreieckigen, zugespitzten Kelchzipfel sind 1 bis 2 Millimeter lang und 1 Millimeter breit. Die Kronblätter sind gelbgrün, gelb oder lachsfarben bis leuchtend rot. Die vierkantige, zur Basis hin zusammengezogene Kronröhre und 7 bis 8 Millimeter lang. Ihre etwas länglichen bis eiförmigen, an den Spitzen gerundeten oder stumpfen Kronzipfel weisen eine Länge von 2 bis 3 Millimeter auf und sind 1,7 bis 2 Millimeter breit. Die Staubblätter sind oberhalb der Mitte der Kronröhre angeheftet und ragen nicht aus der Blüte heraus. Die länglichen Staubbeutel sind 0,5 bis 0,8 Millimeter lang. Die linealisch-lanzettlichen, zugespitzten Nektarschüppchen weisen eine Länge von etwa 1,5 Millimeter auf und sind 0,4 Millimeter breit. Das eiförmig-längliche, verschmälerte Fruchtblatt weist eine Länge von 5,5 bis 6 Millimeter auf. Der Griffel ist 0,7 bis 1,2 Millimeter lang.

## Systematik und Verbreitung
Kalanchoe leblanciae ist in Mosambik und Südafrika in offenen Wäldern und strauchigen Savannen in Küstennähe in Höhen von bis zu 200 Metern verbreitet.
Die Erstbeschreibung durch Raymond-Hamet wurde 1912 veröffentlicht.

## Nachweise

## Weiterführende Literatur
- Neil R. Crouch, Estrela Figueiredo, Gideon F. Smith: Occurrence of the little-known Kalanchoe leblanciae Raym.-Hamet (Crassulaceae) confirmed in South Africa. In: Bradleya. Band 34, 2016, S. 70–76 (doi:10.25223/brad.n34.2016.a22).